# Goodenia maideniana
Goodenia maideniana är en tvåhjärtbladig växtart som beskrevs av Fitzger. Goodenia maideniana ingår i släktet Goodenia och familjen Goodeniaceae. Inga underarter finns listade i Catalogue of Life.